# Kaia Iva
Pour les articles homonymes, voir Iva.
Kaia Iva, née le 28 avril 1964 à Türi et morte le 2 novembre 2023, est une femme politique estonienne. Elle est ministre de la Protection sociale du 23 novembre 2016 à avril 2019.